# Франкенштейн (фильм, 2025)
«Франкенштейн» (англ. Frankenstein) — американский художественный тёмно-фэнтезийный готический фильм режиссёра Гильермо дель Торо, работа над которым ведётся с 2008 года. Главные роли в картине сыграют Оскар Айзек, Джейкоб Элорди и Миа Гот.

## Сюжет
Фильм станет экранизацией готического романа Мэри Шелли «Франкенштейн, или Современный Прометей». Его главный герой — учёный по имени Виктор Франкенштейн, который создаёт искусственного человека, но потом отрекается от него. Тогда безымянное чудовище начинает преследовать своего создателя.

## В ролях
- Оскар Айзек — Виктор Франкенштейн
  - Кристиан Конвери — Виктор в юности
- Джейкоб Элорди — чудовище Франкенштейна
- Миа Гот — Элизабет Лавенца
- Кристоф Вальц
- Феликс Каммарер
- Лорен Коллинз
- Ларс Миккельсен — капитан Андерсон
- Дэвид Брэдли
- Чарльз Дэнс
- Ральф Айнесон — профессор Кремпе
- Берн Горман

## Производство
Первые планы создания картины были озвучены в 2008 году, когда Гильермо дель Торо заключил контракт на девять лет с компанией Universal. Этот документ предполагал создание четырёх фильмов — экранизаций «Франкенштейна» Мэри Шелли, повести Роберта Льюиса Стивенсона «Доктор Джекил и мистер Хайд», романов «Бойня номер пять» Курта Воннегута и «Друд» Дэна Симмонса. В 2009 году дель Торо начал пробные съёмки с Дагом Джонсом, однако потом процесс затянулся, у режиссёра появились более важные для него проекты. В 2013 году стало известно, что главную роль в картине дель Торо хочет отдать Бенедикту Камбербэтчу. Съёмки так и не начались. В 2020 году Даг Джонс объяснил в интервью, что студия предпочла «Франкенштейну» «Багровую вселенную».
Джонс рассказал о том, как должен был выглядеть монстр в фильме: «Он был более измождённым, худощавым и жалким. И всё же обладал неестественной физической силой, неестественной спортивностью для него. Его сшили из пары разных тел, а лицо дали костлявое с длинными, растрёпанными волосами».
В декабре 2022 года появились данные о том, что дель Торо реанимировал свой проект для Netflix. Съёмки должны начаться в июне 2023 года, главную роль сыграет Оскар Айзек. В феврале 2023 года стало известно, что монстра сыграет Эндрю Гарфилд, в марте появились официальные данные о начале работы над проектом.
Съёмки картины проходили с января по сентябрь 2024 года.